# دانیال الفضلی
دانیال الفضلی (عربی: دانيال الفضلي؛ زادهٔ ۶ آوریل ۱۹۹۷) بازیکن فوتبال اهل لیبی است.
وی همچنین در تیم ملی فوتبال لیبی بازی کرده‌است.